# Hinojosa del Duque
Hinojosa del Duque é um município da Espanha na província de Córdova, comunidade autónoma da Andaluzia. Tem 531,47 km² de área e em 2021 tinha 6 684 habitantes (densidade: 12,6 hab./km²).

## Demografia
| Variação demográfica do município entre 1991 e 2004 | Variação demográfica do município entre 1991 e 2004 | Variação demográfica do município entre 1991 e 2004 | Variação demográfica do município entre 1991 e 2004 |
| --------------------------------------------------- | --------------------------------------------------- | --------------------------------------------------- | --------------------------------------------------- |
| 1991                                                | 1996                                                | 2001                                                | 2004                                                |
| 8141                                                | 8042                                                | 7813                                                | 7643                                                |